# موهلینگن
موهلینگن (به آلمانی: Mühlingen) یک شهر در آلمان است که در کونشتانتس واقع شده‌است. موهلینگن ۲٬۳۳۵ نفر جمعیت دارد.